# Hannakenbrunnen

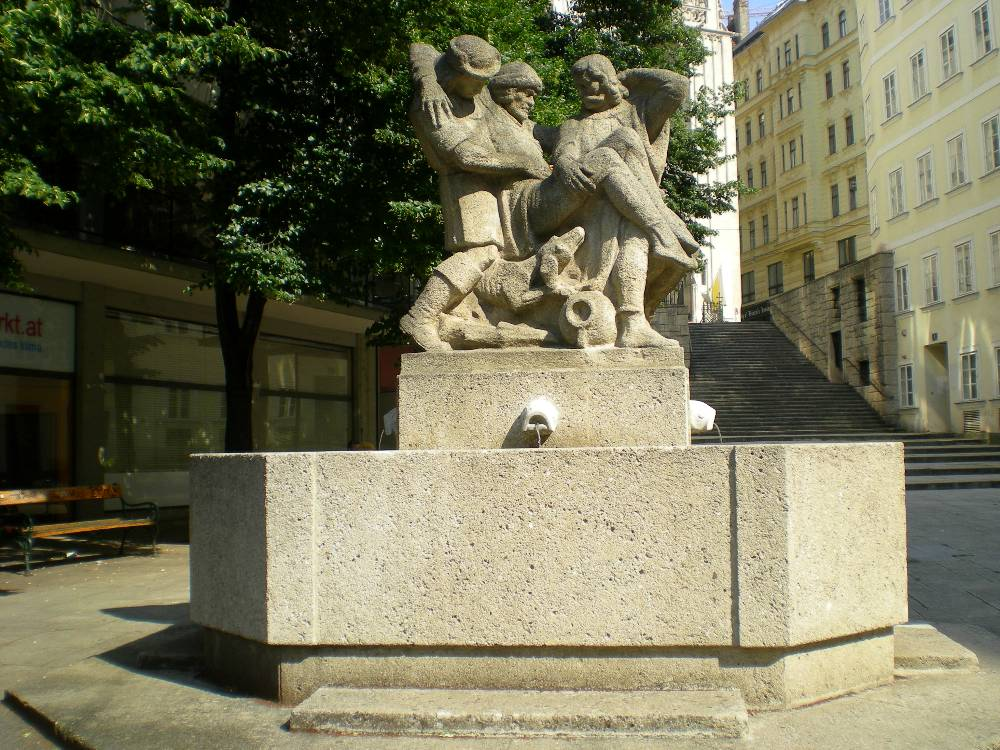
Hannakenbrunnen – Gesamtansicht

Der Hannakenbrunnen ist ein denkmalgeschützter Brunnen (Listeneintrag) im 1. Wiener Gemeindebezirk Innere Stadt Am Gestade nahe der Kirche Maria am Gestade.

## Geschichte
Nach dem Abbruch einiger Häuser bei der Kirche Maria am Gestade und einem Architektenwettbewerb baute der Architekt Hubert Matuschek 1937 den Stiegenaufgang vom Tiefen Graben zur Kirche. Der Hannakenbrunnen wurde als Bestandteil dieser Stiegenanlage auf dem kleinen Platz an deren unterem Ende vom Bildhauer Rudolf Schmidt errichtet. Die Enthüllung fand am 10. Dezember 1937 statt.

## Gestaltung
In einem auf einem flachen Podest befindlichen länglichen achteckigen Brunnenbecken mit ungefähr 4 Kubikmeter Wasser Fassungsvermögen befindet sich der Steinsockel, der eine blockhafte Figurengruppe mit drei Menschen, einem Hund, einem Krug und Blattranken trägt. Zwei dieser Menschen sind damit beschäftigt, die dritte – verletzte – Person zu tragen.
Als Wasserspeier befindet sich an jeder Seite des Sockels je ein Fischkopf.
Gefertigt wurden Becken als auch der Sockel mit der Figurengruppe aus Lindabrunner Konglomerat.

## Sage
Rudolf Schmidt griff bei der Gestaltung des Hannakenbrunnens die Geschichte des so genannten Hannakenkönigs – eines aus der ostmährischen Hanna stammenden Baders – auf, der angeblich im Dunkel der Nacht Passanten absichtlich zu Sturz brachte, um anschließend an ihrer Behandlung zu verdienen.